# ヤーコプ・ローゼンハイン
ヤーコプ・ローゼンハイン（Jakob Rosenhain 1813年12月2日 - 1894年3月21日）は、ユダヤ系ドイツ人のピアニスト、作曲家。

## 生涯
ローゼンハインはマンハイムに生まれた。彼は11歳でデビューを飾り、当初はフランクフルトで活動した。1830年には同地でパガニーニの演奏会に出席した。1837年にはロンドンへと渡って、4月17日にソリストとしてロンドン・フィルハーモニー管弦楽団と共演した。同楽団は1854年4月にも彼の交響曲を演奏したという記録が残っている。ピアノ奏法の学校ではヨハン・バプティスト・クラーマーと協力関係にあった。1837年にフンメルがこの世を去ると、彼はヴァイマルのカペルマイスターの職に就くことができることができるようになった。
その後1849年からはパリへ移り、30余年に渡って第一線で活躍した。パリにおいて催していた室内楽の演奏会に訪れたケルビーニやロッシーニと交流し、2人からはベルリオーズを薦められた。彼は1870年の政治的騒動を機にバーデン＝バーデンへと拠点を移し、この世を去るまでこの地で過ごした。
ローゼンハインは遅くとも1839年にはメンデルスゾーンと親交を築いており、モシェレスとも交友があった。シューマンは主催していた「新音楽時報」において、ローゼンハインの楽曲を称賛している。他にもローゼンハインは同時代の音楽家の尊敬を集めており、ブラームスが1848年9月21日に15歳で登場した初めての演奏会では、ローゼンハインのイ長調の協奏曲からアダージョとロンドを演奏した。

## 主要作品
オペラ
- Der Besuch in Irrenhause （1834年）
- Liswenna （1835年）
- Le Démon de la Nuit （1851年）; Liswennaの改作
- Volage et Jaloux （1863年）

管弦楽曲
- 交響曲第1番 ト短調 Op.42[8]
- 交響曲第2番 ヘ短調 Op.43[注 1][5][9]
- 交響曲第3番 「Im Frühling」 Op.61[8]

協奏曲
- ピアノ協奏曲 ニ短調 Op.73[3][10][11]

室内楽曲
- ピアノ四重奏曲 変ホ長調 Op.1[12]
- チェロまたはヴァイオリンとピアノのためのソナタ ホ長調 Op.38[13]
- ピアノソナタ ヘ短調 Op.44 「フェティス氏へ à Mr. Fétis」[14]
- 交響的ソナタ ヘ短調（ピアノソナタ第2番?）Op.70 （ブライトコプフ社より出版、1887年）
- ピアノソナタ（第3番?）ニ長調 Op.74 （ブライトコプフ社より出版、1886年）
- 3つの弦楽四重奏曲 Op.55、57、65 （出版 1885年?、1894年?、1884年）
- チェロソナタ ニ短調 Op.98[15]
- ヴィオラソナタ ニ短調 （草稿。上記と同一の作品か。RISM、1893年）
- 4つのピアノ三重奏曲[16]

歌曲
- 少なくとも24曲がある[17]